# Nobutoshi Kanna
 (février 2016).
Nobutoshi Hayashi (林 延年, Hayashi Nobutoshi) est un seiyū japonais né le 10 juin 1968 dans l'arrondissement spécial de Shinagawa à Tokyo, au Japon. Il est plus connu sous le nom de scène Nobutoshi Kanna (神奈 延年, Kanna Nobutoshi).

## Filmographie

### Anime
1991
- Future GPX Cyber Formula (Makoto Katagiri, Leon Earnhardt)
- Armored Police Metal Jack (Ken Kanzaki)
- Kinnikuman: Kinnikusei Ōi Sōdatsu-hen (Geronimo)
- Dragon Quest: Abel Yuusha (Prince Frank)

1992
- Mama wa Shougaku Yonensei (Enemy)
- The Brave Fighter of Legend Da-Garn (en) (Hawk Saber, Pegasus Saber)
- Crayon Shin-chan (Voice, Lunch Shop TV, Royan Soup)
- Le Prince Hercule (Crystal Tenshi, Black Night)
- Thumbelina: A Magical Story (en) (Prince of Shadows)

1993
- Petite bonne femme (Dan Keen)
- Nintama Rantarō (en) (Dumpling Shop, Koheia Nanamatsu)
- Fatal Fury 2: The New Battle (Hopper)
- Mukamuka Paradise (General Kayama)
- Heisei Inu Monogatari Bow (AD, Bank Robber, Pheasant, Attendant)
- Jungle no Ouja Taa-chan (Michael Kogan)
- Slam Dunk (Tetsushi Shiozaki, Kentarou Ishii, Yuji Okusu, Ichiro Kanso, Hiroshi Takatsu, Mitsuru Nagano)
- Aoki Densetsu Shoot! (Kenji Shiraishi)

1994
- Brave Police J-Decker (Kohei)
- Chō Kuseninarisou (Akira Nosaka)
- Macross 7 (Basara Nekki)
- Captain Tsubasa J (Takashi Sugimoto, Masa Shiroyama)

1995
- Azuki-chan (Katsuya Tojo)
- Fushigi Yûgi (Tasuki)

1996
- Detective Conan (Jinpei Matsuda)
- Brave Command Dagwon (Alien Kirado)
- After War Gundam X (Pernod)
- Those Who Hunt Elves (Yurii)

1997
- Kindaichi Shounen no Jikenbo (Ryūnosuke Tatsumi, Takeshi Jinma)
- Cooking Master Boy (Leon)
- Hare Tokidoki Buta (Kurobuta)
- Chō Mashin Eiyūden Wataru (Donarukami Derain)
- Berserk (Guts)
- Fortune Quest L (Yuriano)

1998
- Bomber Man & Bidaman Bakugaiden V (Jack, Dark Prince)
- Record of Lodoss War: Chronicles of the Heroic Knight (Paan)
- DT Eightron (Rosso)
- Jikū Tantei Genshi-kun (Damon)
- Gasaraki (Takuro Suemi)
- Generator Gawl (Gaul)

1999
- Gokudō-kun Man'yūki (Backer)
- Starship Girl Yamamoto Yohko (???)
- I'm Gonna Be An Angel (Gabriel)
- Colorful (Hirokawa)
- Jibaku-kun (Boyle)
- Weekly Story Land (Tetsuya, Chuhachi, Takaoka Ryuji, Koichi Asai, Kensuke Miyamoto, Nonomura, Kazuyuki Takagi)

2000
- Hand Maid May (Gin Munakata)
- Fighting Spirit (Yusuke Oda)
- Gambler Densetsu Tetsuya (Tobi)
- Inuyasha (Hiten)

2001
- Project Arms (Ryo Takatsuki)
- Galaxy Angel (Green)
- Offside (Yoshihiko Hibino)
- Shaman King (Ryu Rihaku, Muscle Punch)
- Final Fantasy: Unlimited (Wind)
- Kasumin (Jiro Yuki)
- Rave Master (Jegan)
- Cyborg 009: The Cyborg Soldier (Jean)

2002
- Daigunder (Taigamaru, Drago Freezer)
- Tokyo Mew Mew (Pie)
- Mahoromatic: Something More Beautiful (Yu Misato)
- Naruto (Kabuto Yakushi)
- GetBackers (Ban Mido)

2003
- Bōken Yūki Pluster World (Zagarian)
- Konjiki no Gash Bell!! (Genso)
- Planetes (Leonov Norushutin)

2004
- Transformers: Superlink (Inferno, Sixshot)
- Sergent Keroro (Sato)
- Samurai Champloo (Kinugasa)
- Kurau: Phantom Memory (Dog)
- Uta∽Kata (Kai Todo)
- Bleach (Nnoitra)
- Tactics (Seiichi)
- Yu-Gi-Oh! Duel Monster GX (Kagemaru)
- Meine Liebe (Torugura)
- Beast Machines: Transformers (Nightscream)

2005
- AIR (Ryūya)
- Kaiketsu Zorori (Kachina)
- Angel Heart (Yuji Fukudome)
- Black Cat (River Zasutori)

2006
- Fate/stay night (Lancer)
- Inukami! (Daiyoko)
- The Story of Saiunkoku (Yūshun Tei)
- Koi suru Tenshi Angelique ~ Kokoro no Mezameru Toki ~ (Randy)
- Shōnen onmyōji (Nonarichika Abe)
- 009-1 (Norman)
- Ryusei no Rockman (Cygnus)

2007
- Koi suru Tenshi Angelique - Kagayaki no Ashita (TV)
- Naruto: Shippūden (Kabuto Yakushi)
- The Story of Saiunkoku (Yūshun Tei)
- ZOMBIE-LOAN (Yurii)
- Baccano! (Ronnie Sukiato)
- Hatarakids My Ham Gumi (Rameda)

2008
- Itazura na Kiss (Keita Kamogari)
- Soul Eater (Giriko)
- Junjō Romantica (Nowaki Kusama)
- Corpse Princess (Honda)
- Hell Girl: Three Vessels (Yukihiko Kikuchi)
- Junjō Romantica 2 (Nowaki Kusama)

2009
- Shikabane Hime: Kuro (Honda)

2010
- Giant Killing (Mochida)

2011
- Digimon Xros Wars (Examon)
- Phi-Brain: Puzzle of God (Crash)
- Guilty Crown (Makoto Waltz)

2012
- Smile PreCure! (Genji Midorikawa)
- Saint Seiya Omega (Argo)
- Ginga e Kickoff!! (Money)
- Rock Lee no Seishun Full Power Ninden (Kabuto Yakushi)
- Campione! (Perseus)
- Little Busters! (Masato Inohara)
- Initial D: Fifth Stage (Kai Kogashiwa)

2013
- Gundam Build Fighters (Rainer Cziommer)

2014
- Fate/stay night: Unlimited Blade Works (Lancer)
- Gonna be the Twin-Tail!! (Snail Guildy)

2015
- Fate/stay night: Unlimited Blade Works Season 2 (Lancer)
- Saint Seiya: Soul of Gold (Aquarius Camus)

### Films
1993
- Dragon Ball Z Movie 8: The Legendary Super Saiyan (Examiner)
- On A Paper Crane - Tomoko's Adventure (Newlyweds)

1994
- Slam Dunk (Yuji Okusu)

1995
- Slam Dunk: Hoero Basketman Tamashii! Hanamichi to Rukawa no Atsuki Natsu (Yuji Okusu)
- Macross 7 the Movie: The Galaxy's Calling Me! (Basara Nekki)

2001
- Initial D: Third Stage (Kai Kogashiwa)
- Crayon Shin-chan: The Storm Called: The Adult Empire Strikes Back (Hero Sun)

2004
- Detective Conan: Magician of the Silver Sky (Security Guard)
- Inuyasha the Movie 4: Fire on the Mystic Island (Ryura)

2007
- Detective Conan: Jolly Roger in the Deep Azure (Izusan Taro)

2008
- Naruto the Movie: Legend of the Stone of Gelel (Kabuto Yakushi)

2014
- Persona 3 The Movie: No. 2, Midsummer Knight's Dream (Takaya Sakaki)

### Jeux vidéo
1993
- Heritage of God Ruin (Gilmore)

1995
- Kekkon ~Marriage~ (Shou Nakamoto)

1996
- Policenauts (Saito, Bob)
- Battle Arena Toshinden 3 (Abel, Vail)
- Star Gladiator (Hayato Kanzaki)

1997
- QUOVADIS (Benjamin Back)
- Marika ~Shinjitsu no Sekai~ (Genichiro Kato)
- Bloody Roar (Yugo)

1998
- Sonic Adventure (Knuckles the Echidna)
- Mitsumete Knight (Sail Nekuseraria)
- Radiant Silvergun (Gai)
- Sotsugyō M (Shou Nakamoto)
- Kamaitachi no Yoru (Yosuke Mikimoto)

1999
- SoulCalibur (Maxi)
- Sword of the Berserk: Guts' Rage (Guts)

2001
- Atelier Lilie ~The Alchemist of Salburg 3~ (???)
- Summon Night 2 (Reido, Reimu)
- Legaia: Duel Saga (Lang)
- Hermina and Culus ~Atelier Lilie Another Story~ (???)

2002
- Air (???)
- Initial D Arcade Stage Ver. 2 (Kai Kogashiwa)

2003
- FINAL FANTASY X-2 (Nuji)
- Initial D Arcade Stage Ver. 3 (Kai Kogashiwa)
- Soul Calibur 2 (Maxi)
- Castlevania: Lament of Innocence (Leon Belmont)

2004
- Berserk: Millennium Falcon Hen Seima Senki no Shō (Guts)
- Shining Tears (Kaineru)
- Zatch Bell! Mamodo Fury (Genso)

2005
- Dynasty Warriors 5 (Cao Pi)
- Soul Calibur III (Maxi)

2006
- Ar tonelico: Melody of Elemia (Jack Hamilton)
- Shin Megami Tensei: Persona 3 (Takaya Sakaki)
- Yu-Gi-Oh! Duel Monsters GX: Tag Force (Kagemaru)

2007
- Warriors Orochi (Cao Pi)
- Persona 3: FES (Takaya Sakaki)
- Fate/stay night Realta Nua (Lancer)
- Little Busters! (Masato Inohara)
- Fate/tiger colosseum (Lancer)
- Dynasty Warriors 6 (Cao Pi)
- Air (???)
- Initial D Arcade Stage 4 (Kai Kogashiwa)

2008
- Phantasy Star 0 (Kai)
- Warriors Orochi 2 (Cao Pi)
- Fate/tiger colosseum Upper (Lancer)
- Sands of Destruction (Rajifu)
- Macross Ace Frontier (Basara Nekki)
- Junjou Romantica 〜Koi no Dokidoki Dai Sakusen〜 (Nowaki Kusama)
- Yu-Gi-Oh! Duel Monsters GX: Tag Force 3 (Kagemaru)
- Fate/unlimited codes (Lancer)

2009
- Fate/unlimited codes PORTABLE (Lancer)
- Macross Ultimate Frontier (Basara Nekki)
- Uncharted 2: Among Thieves (Harry Flynn)
- PERSONA3 PORTABLE (Takaya)
- Tokimeki Memorial 4 (Ryohei Koga)
- Initial D Arcade Stage 5 (Kai Kogashiwa)

2010
- Ar tonelico Qoga: Knell of Ar Ciel (Jack Hamilton)
- Fist of the North Star: Ken's Rage (Souther)
- Fate/Extra (Lancer)
- Kurohyō: Ryū ga Gotoku Shinshō (Reiji Shinjo)

2011
- Macross Triangle Frontier (Basara Nekki)
- Dynasty Warriors 7 (Cao Pi)
- Dead or Alive: Dimensions (Jean Lee)
- Doctor Lautrec and the Forgotten Knights (Jacques-Marie Vuidokku)
- Saint Seiya Senki (Camus)
- Initial D Arcade Stage 6 AA (Kai Kogashiwa)

2012
- All Kamen Rider: Rider Generation 2 (Kamen Rider Skull)
- Kamen Rider: Super Climax Heroes (Kamen Rider Skull)
- Shining Blade

2013
- Dynasty Warriors 8 (Cao Pi)
- Initial D Arcade Stage 7 AAX (Kai Kogashiwa)
- Kamen Rider Battride War (Kamen Rider Skull)
- Macross 30: Ginga wo tsunagu utagoe (Basara Nekki)

2014
- Kamen Rider Battride War II (Kamen Rider Skull)
- 3rd Super Robot Taisen Z Jigoku Hen (Basara Nekki)

### Tokusatsu
2005
- Kamen Rider Hibiki & The Seven Senki (Makamou Hitotsumi)

2007
- Kamen Rider Den-O (Scorpion imagin)

2011
- Kamen Rider OOO (Pteranodon Yummy (♂))

2014
- Ressha Sentai ToQger (Keeper Rook)

### Drama CD
- Amai Yuuten (Kyouji Hashizume)
- Daisuki (Atsushi Tanaka)
- Hanashizu no Utage (Akira Fujishiro)
- Last Order (Akinori Takamiya)
- Love Song ~Hanbun Tenshi~ (Shinichi Sakan)
- Mizu no Kioku (Toshihiko Hoshino)
- Ourin Gakuen series 2: Ai no Sainou (Masayoshi Ozaki)

### Dubbing roles

#### Live-action
- The Last Days on Mars - Vincent Campbell (Liev Schreiber)
- The Martian - Mark Watney (Matt Damon)
- Once Upon a Time - Baelfire/Neal Cassidy (Michael Raymond-James)

#### Animation
- My Little Pony: Friendship Is Magic (Spot)